# Liste de jeux vidéo La Roue de la fortune
Pour les articles homonymes, voir Roue de fortune.

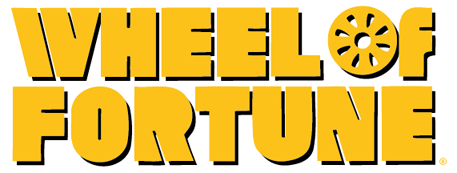
Le logo du jeu télévisé américain "Wheel of Fortune".

La liste de jeux vidéo La Roue de la fortune répertorie les jeux vidéo basés sur le jeu télévisée français éponyme et du format original américain, Wheel of Fortune.

## Titres
- 1987 : Wheel of Fortune sur Apple II, Commodore 64 et DOS
- 1988 : Wheel of Fortune sur NES
- 1989 : Wheel of Fortune: Junior Edition sur NES
- 1989 : Wheel of Fortune: Golden Edition sur DOS
- 1989 : Wheel of Fortune sur borne d'arcade
- 1990 : Wheel of Fortune: Family Edition sur NES
- 1990 : Wheel of Fortune sur Game Boy
- 1991 : Wheel of Fortune: Featuring Vanna White sur Windows, Super Nintendo et NES
- 1992 : Wheel of Fortune: Featuring Vanna White sur Mega Drive et Game Gear
- 1993 : Wheel of Fortune sur Amiga
- 1994 : Wheel of Fortune: Deluxe Edition sur Windows et Super Nintendo
- 1994 : Wheel of Fortune sur Windows et Mega-CD
- 1997 : Wheel of Fortune sur Nintendo 64
- 1997 : Wheel of Fortune sur Game.com
- 1998 : Wheel of Fortune sur Windows et PlayStation
- 1998 : Wheel of Fortune 2 sur Game.com
- 2000 : Wheel of Fortune 2 sur Windows, Mac et PlayStation
- 2002 : Wheel of Fortune 2003 sur Windows
- 2003 : Wheel of Fortune sur PlayStation 2 et téléphone mobile
- 2003 : Wheel of Fortune Online sur navigateur
- 2005 : Wheel of Fortune 2005 sur téléphone mobile
- 2005 : Wheel of Fortune Deluxe sur Windows
- 2008 : Wheel of Fortune Super Deluxe sur Windows
- 2009 : Wheel of Fortune HD sur iOS
- 2009 : Wheel of Fortune sur PlayStation 3
- 2010 : Wheel of Fortune Platinum sur iOS
- 2010 : Wheel of Fortune sur PlayStation 3, Xbox 360, Wii U, Wii et Nintendo DS[1]
- 2012 : Wheel of Fortune sur iOS et Android
- 2013 : Wheel of Fortune: Cubed sur iOS[2]
- 2016 : Wheel of Fortune: Puzzle Pop sur iOS et Android
- 2016 : Wheel of Fortune: Slots Casino with Vanna White sur iOS et Android
- 2017 : Wheel of Fortune sur PlayStation 4, Xbox One et Nintendo Switch